# Боре Ангеловски
Борис Ангелков, известен по-късно като Боре Ангеловски (на македонска литературна норма: Борис Ангелков, Боре Ангеловски), е виден театрален деец от Република Македония (актьор, режисьор, сценограф, костюмограф, театрален педагог, театрален теоретик), преводач, бекетолог.
Той е основател и художествен ръководител на Младежкото драматично студио във Велес, основател и художествен ръководител на „Театрални стъпки“ в Скопие, икона на сценичната импровизация и театралната алтернатива в Македония и бивша Югославия. Боре Ангеловски е доайен и пионер на театъра на абсурда в Република Македония, защитник и последовател на неконвенционалния подход към създаването на цялостен театрален акт, експериментатор, иноватор и революционер на сложния театрален израз.

## Биография

### Ранни години
Роден е на 25 февруари 1944 година в управлявания от български власти Велес. Основно и средно образование завършва в родния си град. Още като дете прави малък махленски театър „Звезда“, в задния двор на семейната къща, в която заедно с останалите деца от махалата изпълняват циркови трикове (ходене по въже, задържане на стол начело и на брада), пеят, танцуват, рецитират, правят куклени представления в стара кочина, играят скеч, разкази.
| „ | В града пристига цирк. Замижавам с очи и в главата ги имам всички цветове, всички светлини, всички хора, всички животни, каква тържествена светковина. Не е ли планетата един голям, шарен цирк, вечно тържествен под небесната звездна цирада. Конете се отмени и горди, лъвовете също, при условие да не ги обидите, а клоуните по всяко време правят клоуни от себе си. Наистина ли са хората майтапчии или под маската носят някое друго лице. | “ |

На шест години взима първа награда за обществена изява пред работници. Голямо влияние върху Боре Ангеловски в този период има Трайко Чоревски, известен актьор. Втората личност, която влияе в доизграждането на личността на Ангеловски е Надежда Петровна, или както той я нарича – бабушка. Надежда Петровна е руска учителка, която по това време живее и работи във Велес. Тя запознава с руските писатели – Пушкин, Тургенев, Гогол, Достоевски, Лермонтов, и разпламенява любовта, не само към поезията и литературата, а към изкуството въобще. В 1959 година Ангеловски става част от екипа на Народния театър във Велес.

### Велешки Народен театър
Боре Ангеловски започва да работи в Народния театър във Велес през 1959 година, точно в периода, когато Велешкият професионален театър преживява кулминацията на своето естетическо-творческо качество – по отношение на актьорската игра и капацитет и по отношение на вече изграден, стабилен театрален колектив. В този период Ангеловски получава първите си умения от плеяда актьори, които са пионери и основатели на актьорското изкуство в Македония: Борис Бегинов, Милоъка Ковачевич, Благой Анчевски-Руски, Димче Петров-Галето, Никола Димитров-Кокан, Стойче Камчев, Райна Савова, Стойна Апцева, Радка Зарзева, Роксанда Кекич Владимир Гравчев, Виолета Джамбазова и още много други. Това са години, когато Ангеловски го учи занаята, в среда на вече създадени актьорските персоналии и репертоар, който, успоредно с доминиращите битови пиеси, съдържа и произведения от класиката. От представление в представление, доверието към младия актьор расте, така че той получава все по-значими роли. В Народния театър – Велес, Ангеловски изиграва над двадесет роля.
Паралелно с ангажимента си на професионалната сцена, Ангеловски започва да работи и на Младежката сцена на Народния театър-Велес. В този период Младежката сцена има огромен потенциал. Докато професионалната сцена работи главно с проверени заглавия, Младежката сцена е свободата за собствена репертоарска политика, приближаване до съвременните и модерни течения на театралната изкуство, възможност за експериментиране и иновации не само по отношение на репертоара, но и по отношение на формирането на нов подход към изграждане на представите, създаване на нова естетика на театаралното изразяване. Именно в Младежката сцена започва изграждането на Ангеловски като цялостна театрална личност. Само за два сезона Ангеловски става основен импулс, движеща сила на Младежката сцена във Велес, проявявайки голяма упоритост и последователност в собственото си развитие и в работата с колектива. Той започва да се интересува от режисура, сценография, костюмография, тук започва и неговата педагогическа дейност – не само информира колегите си за развитието на театралната изкуство в света, но се стреми чрез обширна литература да ги запознае с безбройните тайни и капани на актьорския занаят, без които е невъзможно да се постигне истинско творчество. Идват и първите отличия: I награда за ролята на Дебелия корабокрушенец в „На морската шир“ на Славомир Мрожек на Републиканския драматичен преглед – Щип през 1963 г. За същата роля получава I награда и на Югославския фестивал на любителски театри – Хвар през 1964 г. Може би най-важният момент от периода на Младежката сцена на Велешкия театър, е срещата на Боре Ангеловски с творчеството на Самюел Бекет.
На 18 декември 1965 година на Младежката сцена в Народния театър във Велес, за първи път в Социалистическа Република Македония е играна пиесата „В очакване на Годо“ на Самюел Бекет, в превод, режисура, сценография, костюмографиа на Боре Ангеловски. Той също така играе и една от основните роля в пиесата – ролята на Владимир-Диди. На тази дата настъпва повратна точка не само за Боре Ангеловски, не само за Младежката сцена, но и за театъра в СР Македония като цяло. Ражда се съвременният театър, ражда се македонският театрален авангардизъм, македонската публика за първи път се сблъсква с театъра на абсурда. Пиесата има огромен успех: на Републиканския любителски театрален преглед – Щип печели награда за най-добро представление, награда за най-добър режисьор, наградата за най-добра главна мъжка роля за ролята на Владимир-Диди в интерпретация на Боре Ангеловски; на Югославския фестивал на любителски театри – Хвар печели трета награда-бронзов плакет, награда за най-добър режисьор, наградата за най-добра главна мъжка роля за ролята на Владимир-Диди в интерпретация на Боре Ангеловски. „В очакване на Годо“ не е единичен случай. След големия успех на постановката, Боре Ангеловски продължава да се интересува още повече от творчеството на Бекет. Следва „Краят на играта“, в превод и режисура на Боре Ангеловски през 1967 година, също за първи път на македонска сцена и също в главната роля на Хам е Ангеловски.
През 1966 г. е взето решение от Велешкото градско събрание, с благословията на по-високи републикански институции и специална комисия, отговаряща за проверката на театри от вътрешността, за затваряне на Народния театър във Велес. По този повод Боре Ангеловски започва високо професионална дискусия в защита на Велешкия театър и точно с тази дискусия успява да се отмени решението и театърът да продължи работа. Въпреки това, през следващата година Събранието на град Велес приема ново решение и Народния театър – Велес се затваря през 1967 г. Затваря се и Младежката сцена.

### Младежко драматично студио във Велес
Веднага след затварянето на Народния театър – Велес, Боре Ангеловски формира Младежко драматично студио, което в период от шест години ще бъде единствената форма на театрален живот в Велес. Той е основател, творчески ръководител и режисьор на студиото. Започналата с Младежката сцена вълна на нова естетика в театралния живот във Велес прераства вече в творческа зрялост. Младежкото драматично студио представлява специфична форма на театрално действие, единствената от такъв тип в СР Македония. Студиото освен че работи като театър с постоянен репертоар, е и своеобразна школа за театър, място, където се обсъжда театралното изкуство, литературата, културата, място, където се изразява не само желанието да се излезе на сцената, но и необходимостта да се стигне до определени представи за театъра и културата, желанието да се намерят нови начини за изследване на оргомното сценично пространство. За да се осъществи подобна програма в студиото, Боре Ангеловски разширява първо собствените си представи, открива нови форми, за да заинтригува членовете за многото видове и възможности на сценичното и актьорското действие. Успоредно с усъвършенстването на своята педагогическа дейност, Боре Ангеловски се развива и като актьор и като режисьор, за което говорят и многобройните награди и признания. Продължава и се задълбочава интересът към новите световни тенденции в драматичното изкуство. Продължава интересът към творчеството на Бекет и към театъра на абсурда изобщо. В периода на Младежкото драматично студио, Боре Ангеловски за първи път в СР Македония поставя: „Забава“ на Славомир Мрожек през 1968 г., „Случка в зоопарка“ на Едуард Олби през 1968 г., „Последната лента на Крап“ на Самюел Бекет през 1969 г., „Кралят умира“ на Йожен Йонеско през 1970 г., „Филоктет“ на Хайнер Мюлер през 1971 г., „Как г-н Мокинпот се спаси от нещастието“ на Петер Вайс през 1971 г., „Дон Жуан в ада“ на Джордж Бърнард Шоу и още десетина други представления. Освен работата в Младежкото драматично студио, Боре Ангеловски започва да се появява и в програмата на Радио Велес. Сред радио реализациите му особено се отличават „Дванадесетте“ на Александър Блок, „Сонетен венец“ на Франце Прешерн и „Черният човек“ на Сергей Есенин.
Но все пак, въпреки всички успехи преди велешката публика и на републиканските фестивали, въпреки качествения и оригинален репертоар, проблемите със Събранието на Община Велес и няколко лица от града не спират. Напротив, Ангеловски е обвиняван и саботиран точно заради репертоара си. Спират финансирането на Младежкото драматично студио по обвинение, че:
| „ | Боре Ангеловски мами младите с пробуржоазни идеи | “ |

тъй като работи предимно със западноевропейски автори. Въпреки всички усилия Младежкото драматично студио да продължи работа, дори и без никакви финансови средства, през 1973 година Боре Ангеловски е изгонен от Велес, а Студиото затворено завинаги.

### Театър Чекори
Веднага след изгонването от Велес, бореха Ангеловски се установява в Скопие, където през 1974 година заедно с малка група колеги от Младежкото драматично студио, основа Театър Чекори (Театър Стъпки) – Скопие при Дома на културата „Кочо Рацин“. Първите няколко сезона Театър Чекори провежда представления на различни сцени в Скопие, предимно в Дома на културата в квартал Маджари II. През 1978 г. Театър Чекори накрая се стационира в Дома на културата „Димитър Влахов“ в квартал „Автокоманда“.
От основаването на Театър Чекори Боре Ангеловски е негов творчески ръководител, директор, режисьор, педагог. Продължава работата си и като преводач, сценограф, костюмограф, но вече окончателно престава да се занимава с актьорство. Може би от прекалено натоварване с другите дейности в театъра, но по-вероятно причината е дълбоко емоционална: носталгия по родната велешка сцена. След изгонването от Велес, Ангеловски е изиграл само една роля – през 1989 година като гостуване в Народния театър във Велес, представя ролята на Нагант в пиесата „На острието“, по текст на Бранко Варошлия – колега от Младежкото драматично студио във Велес и в партньорство с Петре Пърличко – един от доайените на македонския театър, също велешанец. Боре Ангеловски, освен на фестивалите, не е играл на друга сцена освен велешката.
Като организационна схема, Театър Чекори е своеобразно продължение на Младежкото драматично студио. Опита, придобит във Велес, Ангеловски пренася и в Скопие, разбира се вече по-зрял и по-задълбочен, по-специално по отношение на организацията на театъра и педагогиката. Вече в Театър Чекори-Скопие, Ангеловски финализира принципа на работа „от игла до завеса“ – както сам го нарича. Това е принцип на организиране на театъра и подготовка на представлението, при който всеки член трябва сам да си направи костюм, сам да си направи реквизита, да участва в измислянето и осъществяването на сценографията, тоест всеки да участва във всичко, което е необходимо за изграждане на представлението като пълен театрален и художествен акт. От една страна този принцип е необходим поради факта, че само Боре Ангеловски е служител в театъра като художествен ръководител и няма други наети кадри, отговарящи за техническото оформяне на представленията, но от друга страна, наложената необходимост минава в уникална система за работа по актьорското пресъздаване на ролите. Този принцип на работа помага на актьорите много по-бързо и по-дълбоко да проникнат в своите драматични герои, като по този начин имат пълна свобода на фантазията, дава възможност по-детайлен анализ на драматичната ситуация и помага всеки ден, малко по малко, все повече да завладяват безкрайното сценично пространство и актьорския занаят. По този начин се създава оригинална творческа атмосфера и тогава Ангеловски се оказва отличен сътрудник готов да приеме различни идеи и предложения по отношение на работата, независимо от къде и от кого идват. В този смисъл членовете на театъра участват не само в техническото оформяне на представленията, но и при избора на репертоара, в преводите на пиесите, в избора на музика, в оформяне на плакатите и проспектите, буквално участват във всеобщата работа на театъра. Подобен принцип на работа не се отнася само за актьорите-любители, които представляват ядрото на Театър Чекори, но и за актьорите-професионалисти, които гостуват в представленията на Чекори. Това е още един оригинален принцип на работа – Боре Ангеловски не прави разлика между аматьори и професионалисти.
| „ | За него е най-важен театърът – като институция и представлението като произведение на изкуството, а принципът на достигане до актьорското творчество и представление е напълно същият и при аматьорите и при професионалистите. | “ |

По отношение на качеството на репертоара и естетиката на сценичното формирането на представите, Боре Ангеловски запазва своята оригиналност. Продължава любовта му към делата на Бекет и останалите представители на театъра на абсурда, продължава любовта му към авангардния театър, продължава търсенето на все нови и нови, по-рано непоставяни автори и произведения в СР Македония. Боре Ангеловски за първи път в СР Македония, на сцената на Театър Чекори поставя пиесите: „Антигона“ на Доминик Смола през 1978 г., „Бедният ми Марат“ на Алексей Арбузов през 1978 г., „Хамлет“ на Жул Лафорг през 1978 г., култовата постановка „От другата страна на кестените“ на Жан-Мишел Риб през 1979 г., „Смъртта на Лунин“ на Едуард Радзински през 1980 г., „Машината Хамлет“ през 1981 г., и „Заповед или спомен за една революция“ през 1992 година на Хайнер Мюлер, „Червената река“ на Пиер Лавил през 1983 г., „Поколение без милост“ на Волфганг Борхерт през 1986 г., „Елисавета Бам“ през 1986 г. и „Теагеритроятрия“ през 2002 година на Даниил Хармс, „Нощта на боговете“ на Миро Гавран през 1987 г. „Всички, които падат“ през 1990 година и „Скица за театър“ през 2008 година на Самюел Бекет, „Животът на човека“ на Леонид Андреев през 1991 г., „Провинциални анекдоти“ на Александър Вампилов през 1992 г., „Необикновена жена“ на Нина Садур през 1995 г., „Фрагменти“ на Мюриел Шизгал през 1998 г., „Ескуриал“ на Мишел дьо Гелдерот през 2002 г., „Клитемнестра“ на Мариан Маткович през 2002 г., „Джон и Джо“ на Агота Кристоф през 2004 г., „Годо дойде“ на Миодраг Булатович през 2007 г., „Файтонът“ на Артур Адамов през 2008 г., „Импровизация в Алма“ и „Снимката“ на Йожен Йонеско през 2009 година и още над четиридесет други заглавия. Освен оригиналните заглавия и дела, Боре Ангеловски работи и върху класически автори: Волтер, Чехов, Горки, Достоевски и други. Успехите продължават и вече утвърждават Боре Ангеловски като майстор на театралното изкуство: 17 награди в Република Македония и в страните на Бивша Югославия за постановката „От другата страна на кестените“ по текст на Жан-Мишел Риб, режисиран от бореха Ангеловски, 13 награди в Република Македония и в страните на Бивша Югославия за пиесата „Всички, които падат“ по текст на Самюъл Бекет, в адаптация и режисура на Боре Ангеловски; признание „Мирко Стефановски“ за особен принос за подобряване на театралното аматьорство в Македония, специална награда на Театър Чекори за специални резултати в работата през 1979 година и още много други.

## Ангеловски и Бекет
Самюел Бекет става траена фокус на Боре Ангеловски. През 1967 и 1977 г. той поставя пиесата „Краят на играта“, а през 1970 г. – „Последната Лена на Крап“. Интересна е приемствеността при постановкте. Първо идва драмата „В очакване на Годо“, текст, чиято основна идея е алиенацията на модерния човек пред застрашителната екзистенциална безизходица. Тук има контакт с повече съдби разпнати на кръста на отчуждението. След това следва „Краят на играта“, пиеси с две лица, на самия ръб на екзистенцията, в безизходното ядро на склерозата. И накрая „Последната лента на Крап“, пиеса, така да се каже без актьор, в която животът вече няма шанс за никаква проява.
| „ | Боре Ангеловски се явява извънреден тълкувател на Бекетовото дело, към което проявява изключително активна и автентична чувствителност. При Бекет може би най-цялостно се проявяват основните проблеми, които го занимават – ангажирано да се проследи съдбата на съвременния човек и нейните перспективи във водовъртежа на модерното време. Оттук и Ангеловски се интересува от съвременната драматична литература – Бекет, Мрожек, Радзински, Йонеско, Борхерт, Вайс и много други. | “ |

## Делото на Боре Ангеловски
За пет десетилетия театрална дейност, Боре Ангеловски има участия в 37 представления от 32 различни автори, поставял е 89 представления от 59 различни автори, прави и над 30 преводи на пиеси, прави съкратено издание на „Сердарят“ на Григор Пърличев, „Тъга“ на Максим Горки, „Крокодилът“ на Достоевски, „Гала представление“ – по текстове на Чехов, Хармс, Илф и Петров; адаптации на „Хамлет машина“ на Мюлер, „Поколение без милост“ на Волфганг Борхерт, „Фрагменти“ на Мюриел Шизгал, „Теагеритроятрия“ на Хармс, Скица за театър на Бекет, прави 32 сценографии, 34 костюмографии, пише няколко дискусии за театъра, сценарий за пантомима „Сънят“ през 1969 г., „Ал' Бигории“ през 1972 г. От над 700 души преминали през Младежката сцена, Младежкото драматично студио, Театър Чекори, над тридесет от тях са продължили в академиите за драматично изкуство и стават утвърдени актьори и режисьори: Мими Таневски, Лазе Манасков, Верица Ристевски, Люпчо Тодоровски-Упа, Ева Аманатиду, Кати Дончевска-Илич, Илия Раъковски, Любчо Спасов, Робърт Веляновски, Ристо Гоговски, Робърт Симоновски, Антонио Димитриевски, Златко Митрески, Мария Георгьовска, Мартин Лазаревски... Над двадесет професионални актьори участват в представленията на Боре Ангеловски: Анче Джамбазова Славица Йовановски, Снежана Конеска-Руси, Младен Кръстевски, Соня Каранджуловска, Магдалена Ризова-Маги, Андрей Белян, Видосава Грубач, Фазли Шакири, Вера Вучкова, Владимир Спасов, Виолета Волак, Горан Илич и много други.
Боре Ангеловски ще бъде запомнен като първия македонски бекетолог – човек, който е поставил почти всички пиеси на Самюел Бекет, плюс радиодрамата „Всички, които падат“ в своя сценична адаптация и част от монолозите и поезията на Бекет в адаптация за пиесата „Скица за театър“, ще бъде запомнен като човек, който е поставил за първи път на македонската театрална сцена авторите: Самюел Бекет, Йожен Йонеско, Хайнер Мюлер, Едуард Олби, Петер Вайс, Джордж Бърнард Шоу, Доминик Смола, Алексей Арбузов, Жил Лафорг, Жан-Мишел Риб, Пиер Лавил, Волфганг Борхерт, Даниил Хармс, Миро Гавран, Мариан Маткович, Александър Вампилов, Нина Садур, Мюриел Шизгал, Миодраг Булатович, Мишел дьо Гелдерот, Агота Кристоф, Артур Адам и още много други, ще бъде запомнен като гениален актьор, режисьор маестрален, нестандартен педагог, качествен преводач, иновативен сценограф и костюмограф, висококомпетентен теоретик.
Борих Ангеловски умира от инфаркт на 14 юни 2009 година в родния си град Велес, само три дни след неговата последна премиера, в годината, когато се честват два важни юбилеја: 35 години Театър Чекори (единственият алтернативен театър в Република Македония с такава традиция) и 50 години театрална дейност на Боре Ангеловски. Инфарктът е следствие от лошото здравословно състояние (диабет, четири прединфарктни състояния, херния, проблеми с белите дробове).

## Награди
- 1963, за Дебелия корабокрушенец в „Морската шир“ – Моржек, Републикански аматьорски драматичен преглед – Щип.
- 1964, за Дебелия корабокрушенец в „Морската шир“ – Моржек, Югославски фестивал на аматьорски театри – Хвар.
- 1965, за режисура на „В очакване на Годо“ – Бекет, за Владимир – Диди във „В очакване на Годо“, Републикански аматьорски драматичен преглед – Щип.
- 1966, за режисура на „В очакване на Годо“ – Бекет, за Владимир – Диди във „В очакване на Годо“, Югославски фестивал на аматьорски театри – Хвар.
- 1967, за режисура на „Краят на играта“ – Бекет, за Хам во „Краят на играта“, Републикански аматьорски драматичен преглед – Щип.
- 1969, за Фратаря во Монолог на фратаря – Оскар Давичо, превод – Чедо Якимовски, Републикански аматьорски драматичен преглед – Щип.
- 1970 за Крал Беранже в „Кралят умира“ – Йонеско, Републикански аматьорски драматичен преглед – Битоля.
- 1971, за режисура на „Как г-н Мокинпот се спаси от нещастието“ – Вайс, превод Чедо Йовановски, Републикански аматьорски драматичен преглед – Битоля.
- 1973, за „Дон Жуан в ада“ – Шоу, Републикански аматьорски драматичен преглед – Струмица.
- 1979, за режисура на „От другата страна на кестените“ – Риб, Републикански аматьорски драматичен преглед – Кочани.
- 1979, Златна маска за режисура на „От другата страна на кестените“, Югославски фестивал на аматьорски театри – Требине.
- 1989, Признание „Мирко Стефановски“, Културно просветна общност на Македония
- 1990, за режисура на „Всички, които падат“ – Бекет, Сите кои паѓаат – С. Бекет, Югославски фестивал на аматьорски театри – Требине.